# ۱۳۸۴ (میلادی)
۱۳۸۴ (میلادی) هزار و سیصد و هشتاد و چهارمین سال تقویم میلادی است.

## درگذشتگان
- ۳۱ دسامبر – جان الیزابت وایکلیف، مترجم و الهی‌دان بریتانیایی